# جاك إيفانز (سياسي أسترالي)
جاك إيفانز (بالإنجليزية: Jack Evans)‏ هو شخصية أعمال وسياسي أسترالي، ولد في 28 نوفمبر 1928 في ساوثرن كروس في أستراليا، وتوفي في 2 أكتوبر 2009 في أستراليا. حزبياً، نشط في الديمقراطيون الأستراليون. وقد انتخب عضو مجلس الشيوخ الأسترالي ‏ عن دائرة أستراليا الغربية (5 مارس 1983 – 30 يونيو 1984).